# Gare d'Englehart
La  gare d'Englehart est une gare ferroviaire canadienne de la ligne du Ontario Northland, située sur le territoire de la ville d'Englehart, dans le district de Timiskaming, région du Nord-Est de l'Ontario, dans la province de l'Ontario.
Gare de l'Ontario Northland (ONR), elle a des activités de triage et d'infrastructure.

## Situation ferroviaire
Établie à 203 mètres d'altitude, la gare d'Englehart est située sur la ligne du Ontario Northland, entre les gares de Swastika (précédée par celle de Matheson) et de New Liskeard.

## Histoire

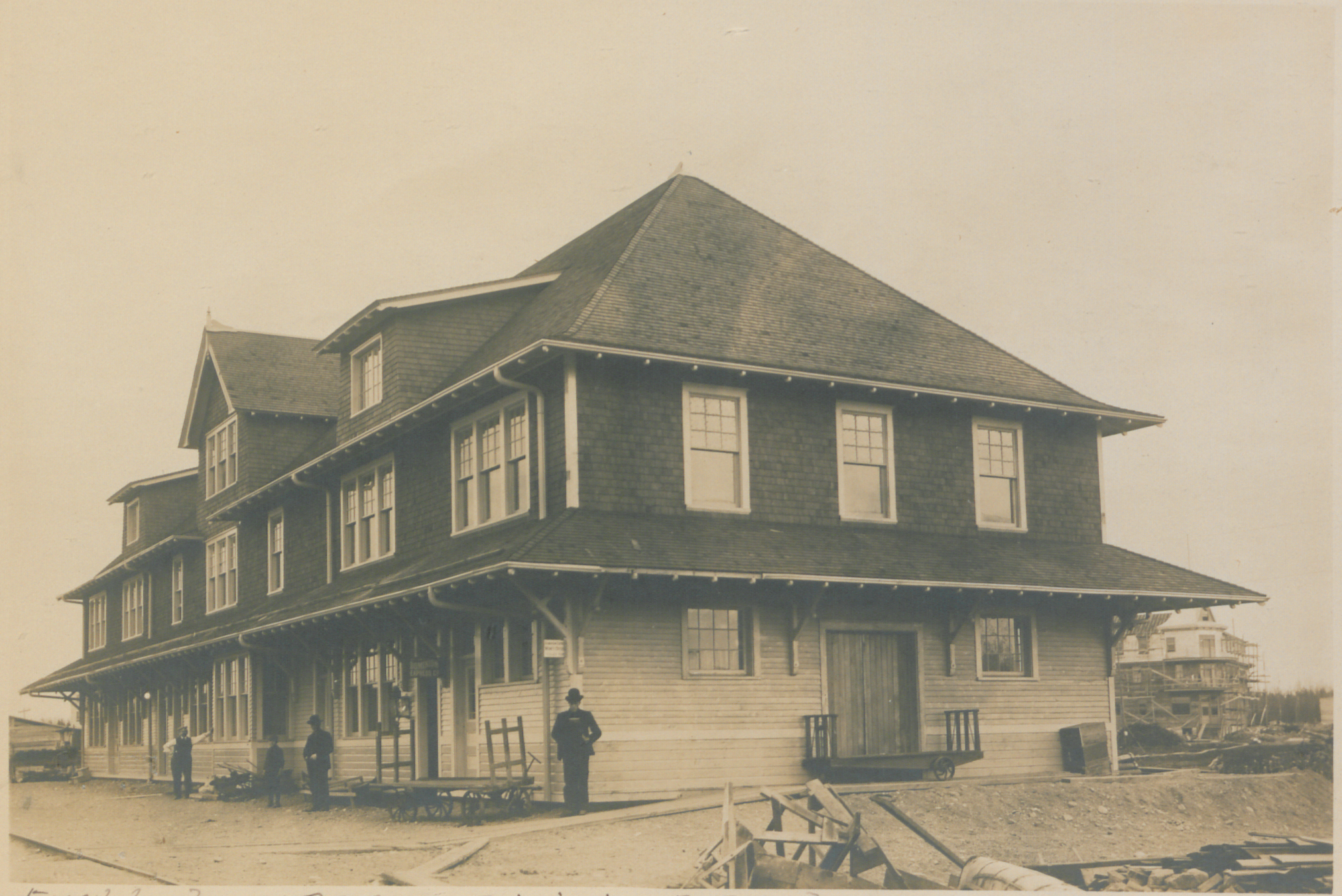
La gare en 1907.

Le service voyageurs est fermé en 2012, lors de l'arrêt de l'exploitation du train voyageurs Northlander.